# Belfast
Belfast (del irlandés Béal Feirste, que significa «el vado arenoso en la desembocadura del río») es la capital y ciudad más grande de Irlanda del Norte en el Reino Unido y la segunda de toda la isla de Irlanda, después de Dublín. En el censo de 2001 la población dentro de los límites de la ciudad (el área urbana de Belfast) era de 276 459 habitantes, mientras que 579 554 personas residían en la amplia zona metropolitana de Belfast. Esto la convertía en la decimoquinta ciudad más grande del Reino Unido, y la undécima mayor conurbación de ese país.
Belfast está ubicada en la costa este de Irlanda del Norte. La ciudad está flanqueada al noroeste por una serie de colinas, incluyendo la colina de Cavehill, que se cree que inspiró la novela de Jonathan Swift, Los viajes de Gulliver. Él imaginaba que esta tenía la forma de un gigante dormido protegiendo a la ciudad. Belfast también está localizada al oeste del Belfast Lough (lago Belfast/ría de Belfast) y en la desembocadura de río Lagan lo que la convierte en una localización ideal para la industria de construcción naval que alguna vez la hiciera tan famosa. Cuando el Titanic fue construido en Belfast en 1912, Harland and Wolff tenía el mayor astillero del mundo. Siendo originalmente un pueblo en el Condado de Antrim, el municipio de Belfast fue creado cuando Belfast alcanzó el estatus de ciudad gracias a la reina Victoria en 1888.
Belfast sufrió lo peor del conflicto de Irlanda del Norte. No obstante, desde el Acuerdo de Viernes Santo en 1998, ha habido una mayor modernización en la ciudad. Existen dos aeropuertos en la ciudad: el Aeropuerto George Best de la Ciudad de Belfast, adyacente al Belfast Lough y el Aeropuerto Internacional de Belfast que se encuentra cerca del lago Neagh. La Universidad Queen's es la más importante de la ciudad. La Universidad del Úlster también tiene un campus en la ciudad, donde se concentra los estudios de las bellas artes y diseño.

## Historia

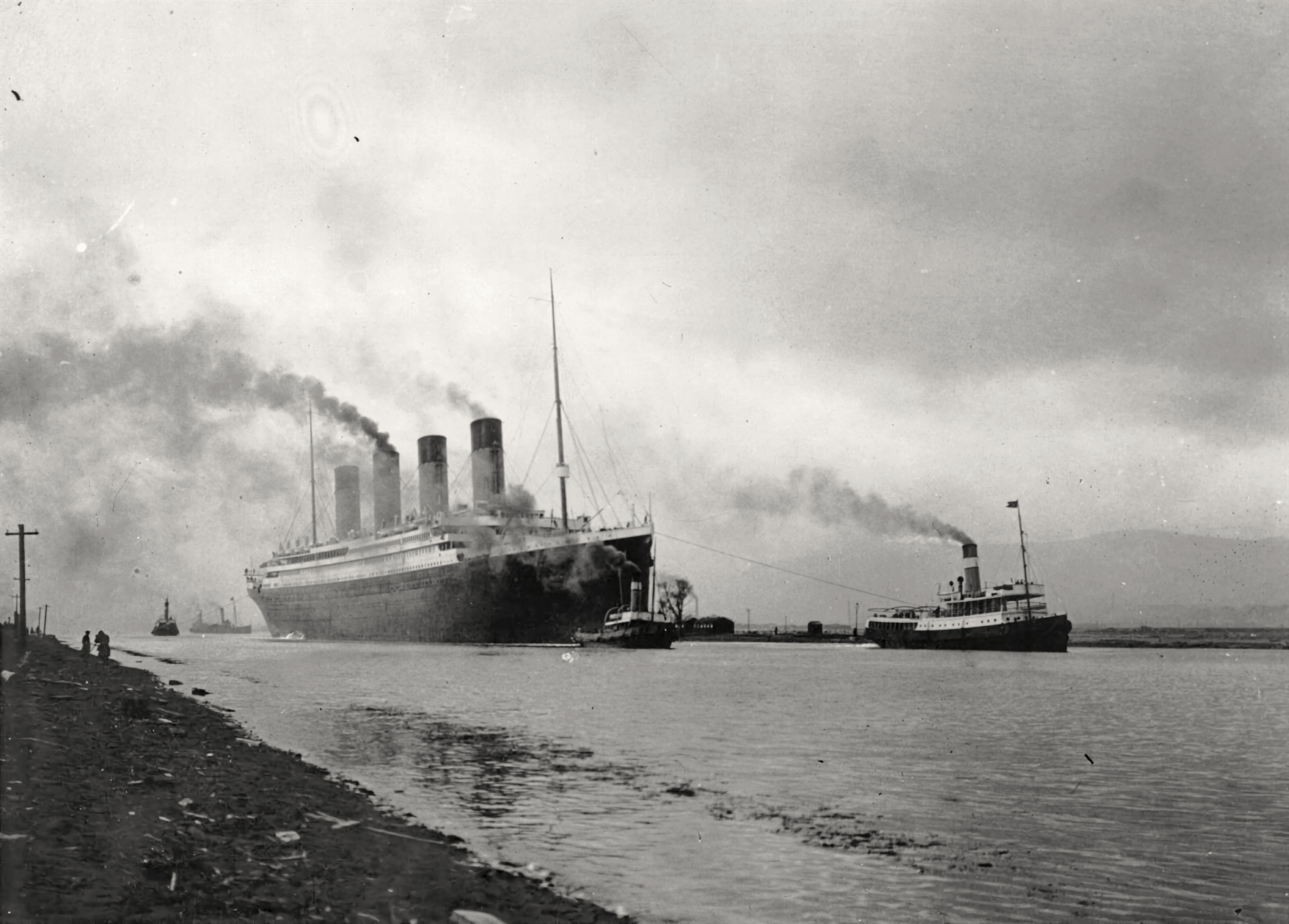
El RMS Titanic zarpando de Belfast, 2 de abril de 1912.

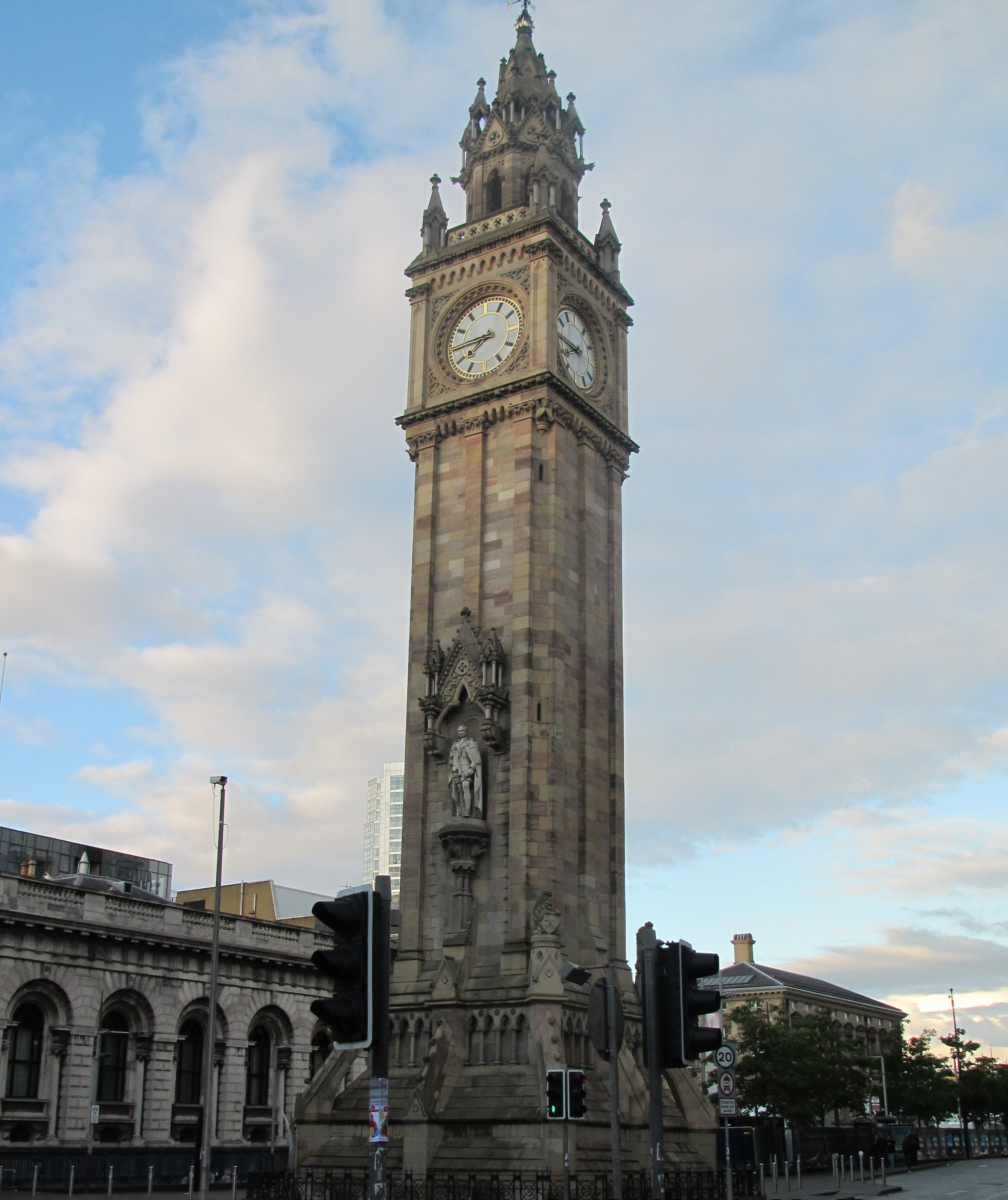
El Albert Memorial Clock.

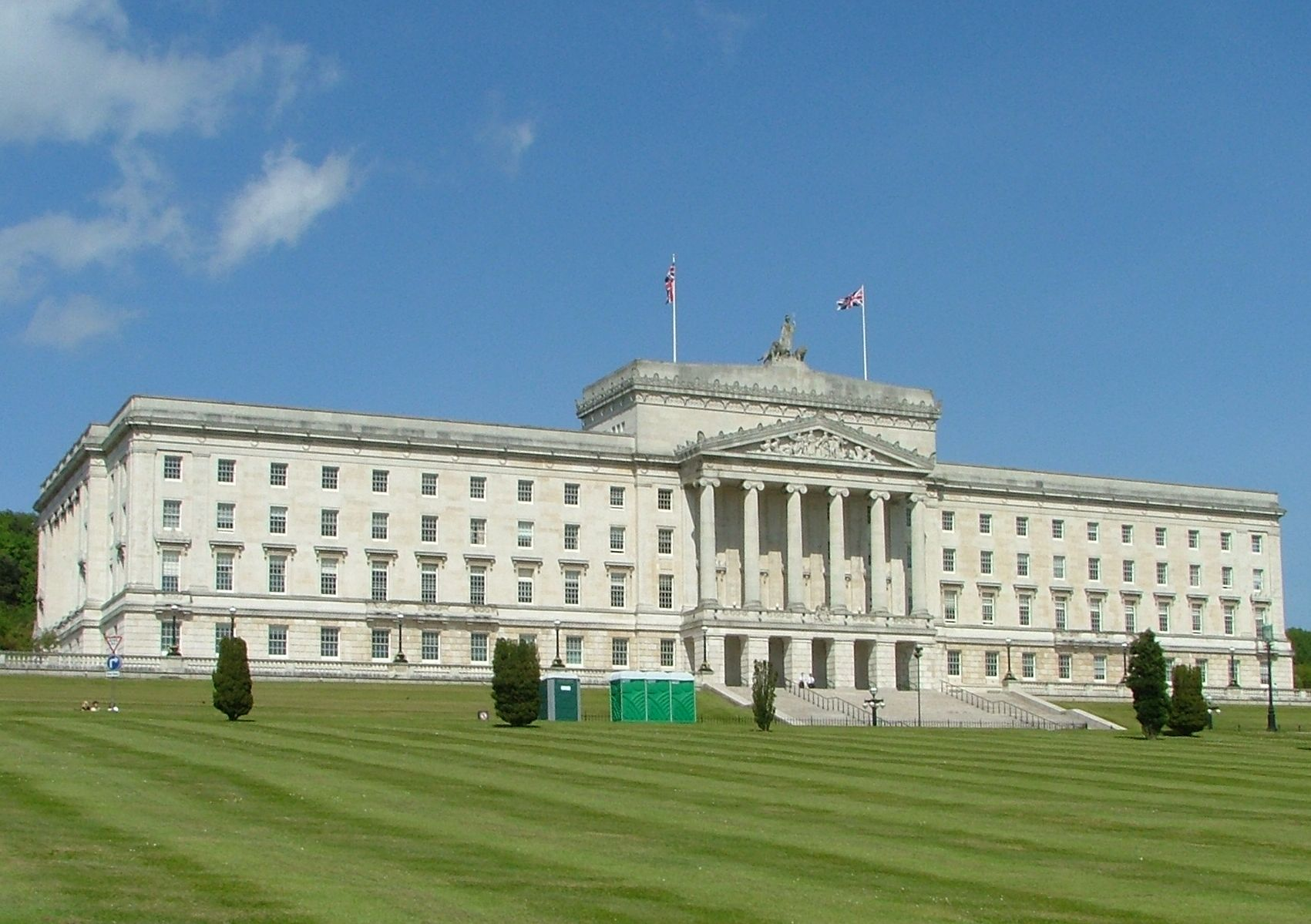
Stormont.

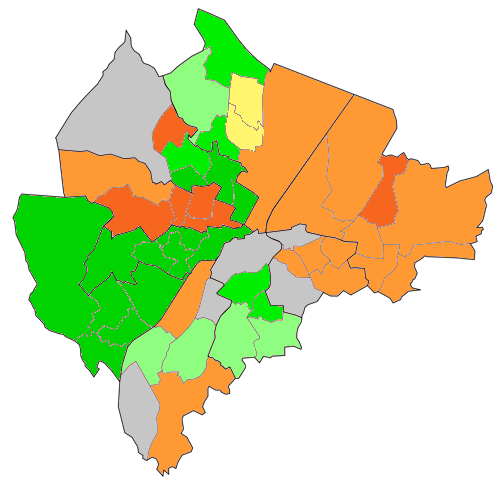
Los barrios de Belfast en 2011 según su población: católicos más del 80% (verde oscuro), católicos del 60 al 80% (verde claro), católicos del 50 al 60% (gris), protestantes del 50 al 60% (amarillo), protestantes del 60 al 80% (naranja claro), protestantes más del 80% (naranja oscuro).

El lugar en el que se encuentra la actual Belfast ha estado siempre ocupado desde la Edad de Bronce. El lugar arqueológico conocido como Giant's Ring (Anillo del Gigante), localizado muy cerca de la ciudad tiene 5000 años de antigüedad y aún se pueden observar restos de fortificaciones que datan de la Edad de Hierro en las colinas que rodean la ciudad.
Se convirtió en un asentamiento importante en el siglo XVII cuando un gran número de colonos ingleses y escoceses se establecieron allí en proceso de colonización del Úlster, con el objetivo de erradicar a la población católica de Úlster. En 1641, los católicos se rebelaron, pero fueron duramente reprimidos. Belfast floreció como un importante centro comercial e industrial durante los siglos XVIII y XIX y se convirtió en la ciudad más industrializada de Irlanda superando incluso a Dublín gracias a sus astilleros, su industria textil y tabaquera entre otras. Los astilleros de Harland and Wolff se convirtieron en los más importantes del mundo, empleando hasta a 35.000 trabajadores. En estos astilleros se construyó el trágicamente famoso RMS Titanic.
Belfast se constituyó en la capital de Irlanda del Norte desde la creación de esta región administrativa en 1920 por la Ley de Gobierno de Irlanda de 1920. Desde entonces ha ido creciendo en número de habitantes y ha sido testigo de los enfrentamientos en sus ciudadanos católicos (en su mayoría "nacionalistas", favorables a la independencia del Reino Unido) y protestantes (o "leales", que se oponen a algún proceso que dé lugar a separarse del imperio británico).
Belfast fue bombardeada tres veces durante la Segunda Guerra Mundial por bombarderos de la Luftwaffe. El bombardeo que causó más daños ocurrió en la noche del 15 de abril de 1941, cuando 200 bombarderos, entre Heinkel He 111, Junkers y Dorniers, atacaron la ciudad sin encontrar resistencia importante. Se estima que unas mil personas murieron durante el bombardeo o de heridas ocasionadas durante el mismo. Además, unas 100 000 personas perdieron sus hogares. Aunque los astilleros y las fábricas de aviones fueron afectadas, rápidamente se recuperaron, ya que la demanda de barcos y aviones era elevada. Esto, por supuesto, significó la rápida recuperación de la economía de Belfast.
El 21 de julio de 1972, el IRA Provisional detonó 22 bombas dentro y alrededor de la ciudad, matando a nueve personas, incluyendo a dos policías, e hiriendo a otras 130. Además del Ejército Británico y la policía local, el IRA provisional se enfrentó a dos grupos paramilitares: la Asociación en Defensa del Úlster y la Fuerza Voluntaria del Úlster. Hasta 1994 se llevaron a cabo esporádicos enfrentamientos entre ambas fuerzas en Belfast. Aunque el cese al fuego entre ambos bandos ya no ha desatado la violencia en la ciudad, la ciudad mantiene un importante componente de segregación entre la población católica republicana y la población protestante unionista.
En 1997, los unionistas perdieron el control del Consejo de Belfast por primera vez en su historia. Esta derrota fue confirmada en las elecciones de 2001 y de 2005. Esto ha permitido que miembros de los nacionalistas SDLP y Sinn Féin ocupen el cargo de alcalde por primera vez. El alcalde elegido en 2024 es Micky Murray, que pertenece al Partido de la Alianza.

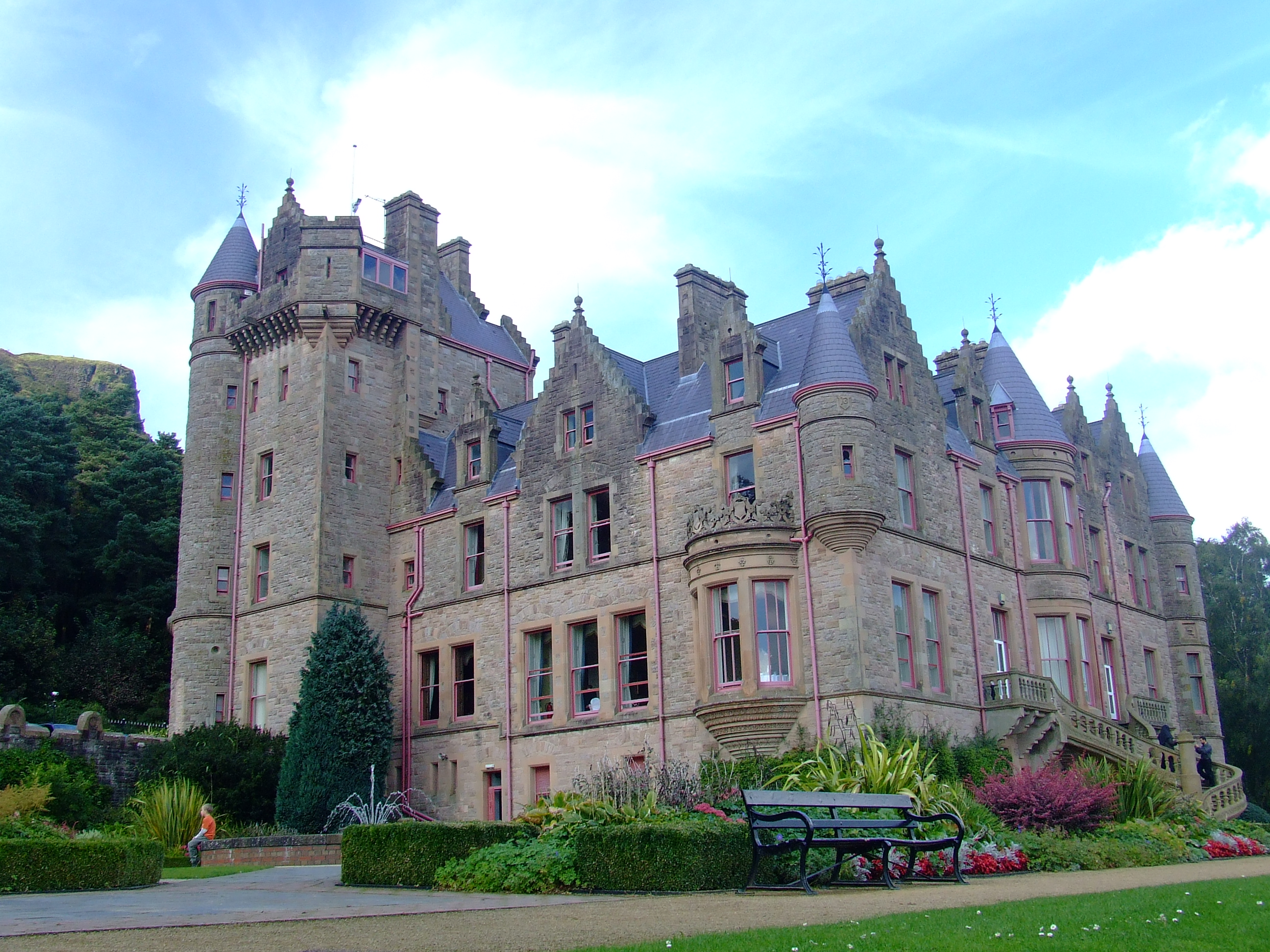
Castillo de Belfast.

### Etimología y lema
El nombre proviene del gaélico irlandés: Béal Feirsde, escrito posteriormente Béal Feirste. Béal es la "desembocadura de un río" y feirsde/feirste el genitivo singular de fearsaid denominación de una barra arenosa o un vado que se abre durante la marea el nombre se traduce, literalmente, como "la desembocadura de la barra arenosa" o "vado de la desembocadura".
Belfast es la forma inglesa del nombre irlandés del área donde se encuentra, y se refiere a la barra que se formó donde el río Farset se une al río Lagan en Donegall Quay y fluye hasta el Belfast Lough. Este fue el centro alrededor del cual se desarrolló la ciudad. El río Farset también recibe su nombre de la palabra para "foso de arena", feirste en irlandés. Sobrepasado por el río Lagan como el río más importante, el Farset se encuentra debajo de la Avenida Principal (High Street). El río abierto aún puede ser visto al borde del cementerio de Shankill. Bank Street (calle del Banco) en el centro de la ciudad se refiere no al sector bancario, sino al banco del río y Bridge Street (calle del Puente) es el sitio donde se encontraba anteriormente un puente sobre el río Farset.

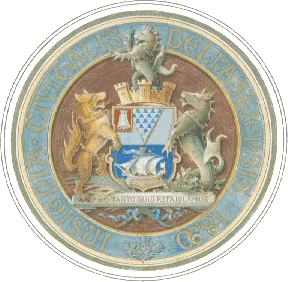
Escudo de armas de la ciudad de Belfast

La ciudad de Belfast tiene el lema en latín "Pro tanto quid retribuamus". Esto se puede traducir como "Lo que debemos dar a cambio de mucho" (literalmente "Habiendo recibido tanto, lo que debemos devolver") y fue tomado del Salmo 116 versículo 12 de la Vulgata.
En el escudo de armas de la ciudad se muestra un escudo central, con la imagen de un barco y una campana, flanqueado por un lobo encadenado a la izquierda y un caballito de mar a la derecha. Un hipocampo más pequeño se sitúa en la parte superior. Este blasón data de 1613, cuando el rey Jacobo VI de Escocia y I de Inglaterra le otorgó el estatus de pueblo a Belfast. El sello fue usado por los comerciantes de la ciudad durante el siglo XVII en sus firmas y monedas. Una gran vidriera de colores en el Consejo de Belfast muestra el sello, donde una explicación sugiere que el hipocampo y el barco hacen referencia a la significante historia marítima de Belfast. El lobo puede simbolizar un tributo al fundador de la ciudad, sir Arthur Chichester, y referirse a su propio escudo de armas.

## Geografía y clima

### Geografía

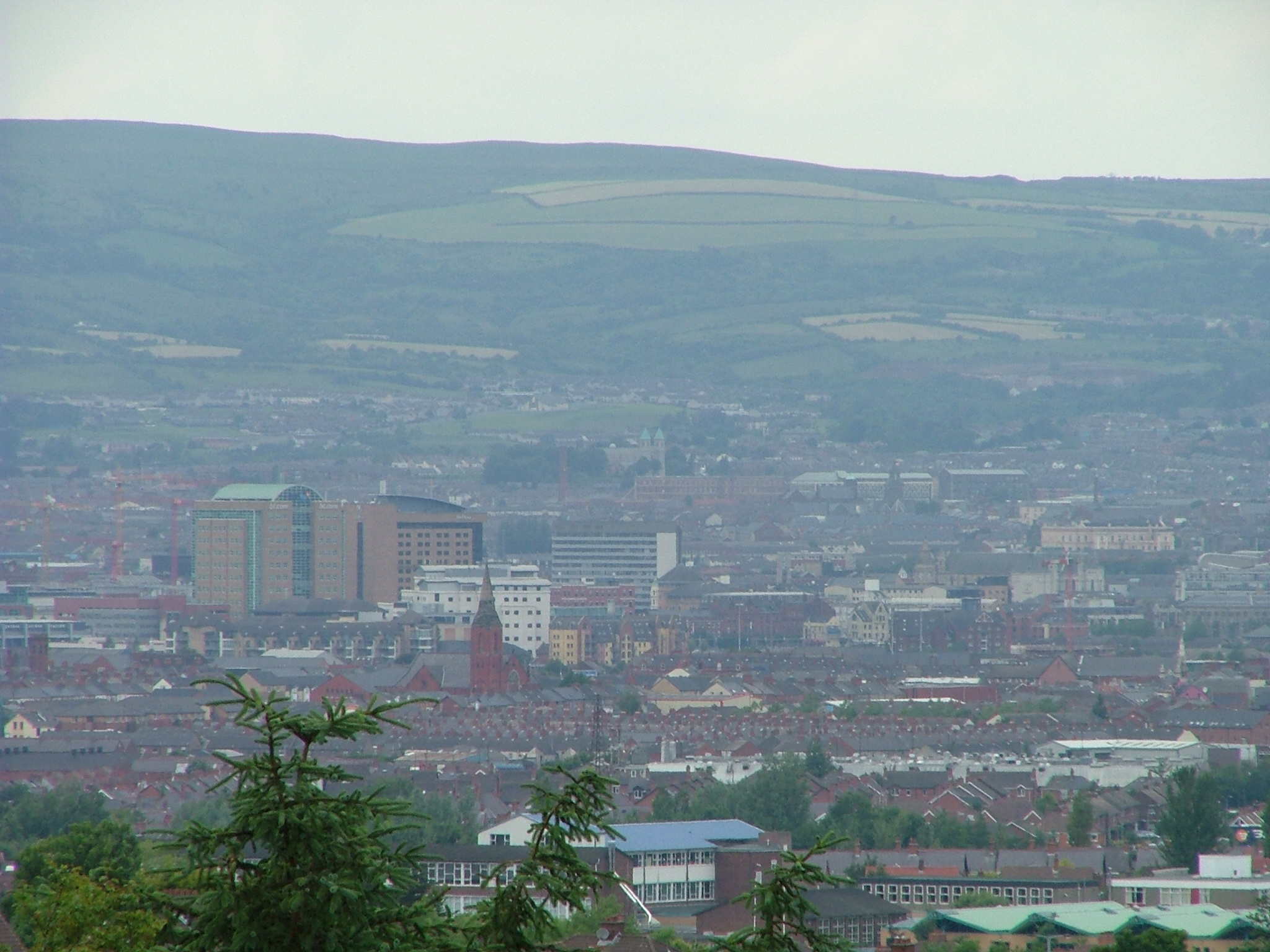
Vista de la ciudad de Belfast.

Belfast se sitúa en la costa oriental de Irlanda del Norte a 54°35′49″N 05°55′45″O / 54.59694, -5.92917. Una consecuencia de esta latitud norteña es que propicia días cortos en invierno y largos en verano. Durante el solsticio de invierno, el día más corto del año, la puesta de sol local, sucede antes de las 16.00, mientras que el amanecer es alrededor de las 8.45. Esto se compensa con el solsticio de verano en junio, cuando el sol se pone después de las 22.00 y sale antes de las 5.00.
Belfast también se localiza en el extremo este de Belfast Lough y en la desembocadura del río Lagan. En 1994, una presa fue construida a través del río por la Laganside Corporation para aumentar el nivel del agua para que cubriera las indecorosas zonas de fango que le dieron a Belfast su nombre ("El vado arenoso en la desembocadura del río"). El área del Distrito de Gobierno Local de Belfast es de 109,6 km² (42,3 millas cuadradas).
La ciudad está flanqueada al norte y noroeste por una serie de colinas, incluyendo la Montaña Divis, Montaña Negra (Black Mountain) y Cavehill que se piensa fue la inspiración para la obra de Jonathan Swift, Los viajes de Gulliver. Cuando Swift vivía en Lilliput Cottage cerca del fondo de la calle Limestone de Belfast, él imaginó que la colina Cavehill tenía la forma de un gigante dormido. La forma de la nariz del gigante, conocida localmente como la Nariz de Napoleón, es llamada oficialmente McArt's Fort probablemente en honor a Art O'Neill, un cacique del siglo XVI que controló el área en esa época. Las colinas de Castlereagh se encuentran al sureste de la ciudad.

### Clima
Belfast tiene un clima templado. La temperatura diaria promedio es de 18 °C (64 °F) en julio y 6 °C (43 °F) en enero. La temperatura más alta registrada en Belfast fue de 30,8 °C (87,4 °F) el 12 de julio de 1983. La ciudad tiene una precipitación significante (más de 0,25 mm) en 213 días en un año con una precipitación anual promedio de 846 milímetros, mayor a la de Dublín o a la de la costa sureste de Irlanda. Siendo un área urbana y costera, Belfast normalmente recibe nevadas durante menos de 10 días al año. El cambio climático también está afectando a Belfast, prueba de ello es que julio y septiembre de 2006 y abril de 2007 rompieron récords como los meses más calurosos que se han registrado en la ciudad.
| Parámetros climáticos promedio de Helens Bay, 43 m s. n. m., 1981–2010, extremas 1960 | Parámetros climáticos promedio de Helens Bay, 43 m s. n. m., 1981–2010, extremas 1960 | Parámetros climáticos promedio de Helens Bay, 43 m s. n. m., 1981–2010, extremas 1960 | Parámetros climáticos promedio de Helens Bay, 43 m s. n. m., 1981–2010, extremas 1960 | Parámetros climáticos promedio de Helens Bay, 43 m s. n. m., 1981–2010, extremas 1960 | Parámetros climáticos promedio de Helens Bay, 43 m s. n. m., 1981–2010, extremas 1960 | Parámetros climáticos promedio de Helens Bay, 43 m s. n. m., 1981–2010, extremas 1960 | Parámetros climáticos promedio de Helens Bay, 43 m s. n. m., 1981–2010, extremas 1960 | Parámetros climáticos promedio de Helens Bay, 43 m s. n. m., 1981–2010, extremas 1960 | Parámetros climáticos promedio de Helens Bay, 43 m s. n. m., 1981–2010, extremas 1960 | Parámetros climáticos promedio de Helens Bay, 43 m s. n. m., 1981–2010, extremas 1960 | Parámetros climáticos promedio de Helens Bay, 43 m s. n. m., 1981–2010, extremas 1960 | Parámetros climáticos promedio de Helens Bay, 43 m s. n. m., 1981–2010, extremas 1960 | Parámetros climáticos promedio de Helens Bay, 43 m s. n. m., 1981–2010, extremas 1960 |
| Mes                                                                                   | Ene.                                                                                  | Feb.                                                                                  | Mar.                                                                                  | Abr.                                                                                  | May.                                                                                  | Jun.                                                                                  | Jul.                                                                                  | Ago.                                                                                  | Sep.                                                                                  | Oct.                                                                                  | Nov.                                                                                  | Dic.                                                                                  | Anual                                                                                 |
| ------------------------------------------------------------------------------------- | ------------------------------------------------------------------------------------- | ------------------------------------------------------------------------------------- | ------------------------------------------------------------------------------------- | ------------------------------------------------------------------------------------- | ------------------------------------------------------------------------------------- | ------------------------------------------------------------------------------------- | ------------------------------------------------------------------------------------- | ------------------------------------------------------------------------------------- | ------------------------------------------------------------------------------------- | ------------------------------------------------------------------------------------- | ------------------------------------------------------------------------------------- | ------------------------------------------------------------------------------------- | ------------------------------------------------------------------------------------- |
| Temp. máx. media (°C)                                                                 | 7.6                                                                                   | 8.0                                                                                   | 10.0                                                                                  | 12.2                                                                                  | 15.2                                                                                  | 17.6                                                                                  | 19.4                                                                                  | 19.1                                                                                  | 17.0                                                                                  | 13.4                                                                                  | 10.0                                                                                  | 7.9                                                                                   | 13.1                                                                                  |
| Temp. mín. media (°C)                                                                 | 2.9                                                                                   | 2.7                                                                                   | 3.8                                                                                   | 5.0                                                                                   | 7.2                                                                                   | 10.7                                                                                  | 11.6                                                                                  | 11.6                                                                                  | 10.1                                                                                  | 7.8                                                                                   | 5.2                                                                                   | 3.4                                                                                   | 6.8                                                                                   |
| Precipitación total (mm)                                                              | 91.1                                                                                  | 64.0                                                                                  | 75.5                                                                                  | 62.2                                                                                  | 61.0                                                                                  | 69.8                                                                                  | 66.3                                                                                  | 79.4                                                                                  | 76.3                                                                                  | 96.2                                                                                  | 94.1                                                                                  | 94.1                                                                                  | 930                                                                                   |
| Días de lluvias (≥ 1.0 mm)                                                            | 14                                                                                    | 11                                                                                    | 13                                                                                    | 11                                                                                    | 12                                                                                    | 11                                                                                    | 12                                                                                    | 12                                                                                    | 12                                                                                    | 13                                                                                    | 14                                                                                    | 14                                                                                    | 149                                                                                   |
| Horas de sol                                                                          | 49.8                                                                                  | 74.6                                                                                  | 108.2                                                                                 | 157.1                                                                                 | 200.4                                                                                 | 168.7                                                                                 | 161.2                                                                                 | 154.1                                                                                 | 124.5                                                                                 | 96.0                                                                                  | 60.1                                                                                  | 41.9                                                                                  | 1396.6                                                                                |
| Fuente: Met Office                                                                    |                                                                                       |                                                                                       |                                                                                       |                                                                                       |                                                                                       |                                                                                       |                                                                                       |                                                                                       |                                                                                       |                                                                                       |                                                                                       |                                                                                       |                                                                                       |

| Parámetros climáticos promedio de Aeropuerto de Belfast Aldergrove (63 m s. n. m.), 1981–2010, Extremas 1926– | Parámetros climáticos promedio de Aeropuerto de Belfast Aldergrove (63 m s. n. m.), 1981–2010, Extremas 1926– | Parámetros climáticos promedio de Aeropuerto de Belfast Aldergrove (63 m s. n. m.), 1981–2010, Extremas 1926– | Parámetros climáticos promedio de Aeropuerto de Belfast Aldergrove (63 m s. n. m.), 1981–2010, Extremas 1926– | Parámetros climáticos promedio de Aeropuerto de Belfast Aldergrove (63 m s. n. m.), 1981–2010, Extremas 1926– | Parámetros climáticos promedio de Aeropuerto de Belfast Aldergrove (63 m s. n. m.), 1981–2010, Extremas 1926– | Parámetros climáticos promedio de Aeropuerto de Belfast Aldergrove (63 m s. n. m.), 1981–2010, Extremas 1926– | Parámetros climáticos promedio de Aeropuerto de Belfast Aldergrove (63 m s. n. m.), 1981–2010, Extremas 1926– | Parámetros climáticos promedio de Aeropuerto de Belfast Aldergrove (63 m s. n. m.), 1981–2010, Extremas 1926– | Parámetros climáticos promedio de Aeropuerto de Belfast Aldergrove (63 m s. n. m.), 1981–2010, Extremas 1926– | Parámetros climáticos promedio de Aeropuerto de Belfast Aldergrove (63 m s. n. m.), 1981–2010, Extremas 1926– | Parámetros climáticos promedio de Aeropuerto de Belfast Aldergrove (63 m s. n. m.), 1981–2010, Extremas 1926– | Parámetros climáticos promedio de Aeropuerto de Belfast Aldergrove (63 m s. n. m.), 1981–2010, Extremas 1926– | Parámetros climáticos promedio de Aeropuerto de Belfast Aldergrove (63 m s. n. m.), 1981–2010, Extremas 1926– |
| Mes | Ene. | Feb. | Mar. | Abr. | May. | Jun. | Jul. | Ago. | Sep. | Oct. | Nov. | Dic. | Anual |
| --- | --- | --- | --- | --- | --- | --- | --- | --- | --- | --- | --- | --- | --- |
| Temp. máx. abs. (°C)                                                                                          | 14.0 | 14.9 | 20.2 | 21.8 | 25.0 | 29.0 | 30.0 | 28.0 | 25.6 | 21.8 | 16.4 | 14.4 | 30.0 |
| Temp. máx. media (°C)                                                                                         | 7.1 | 7.5 | 9.5 | 11.9 | 15.0 | 17.4 | 19.0 | 18.6 | 16.4 | 12.9 | 9.5 | 7.4 | 12.7 |
| Temp. media (°C)                                                                                              | 4.4 | 4.6 | 6.2 | 8.1 | 10.9 | 13.6 | 15.4 | 15.0 | 13.0 | 9.9 | 6.8 | 4.8 | 9.4 |
| Temp. mín. media (°C)                                                                                         | 1.7 | 1.6 | 2.9 | 4.3 | 6.8 | 9.7 | 11.7 | 11.4 | 9.5 | 6.9 | 4.0 | 2.1 | 6.1 |
| Temp. mín. abs. (°C)                                                                                          | -12.8 | -11.1 | -9.9 | -5.1 | -2.8 | -1.2 | 2.2 | 2.3 | -0.5 | -3.0 | -8.6 | -14.9 | -14.9 |
| Precipitación total (mm)                                                                                      | 80.3 | 57.7 | 67.0 | 58.0 | 57.3 | 61.5 | 71.4 | 83.8 | 75.6 | 89.6 | 79.7 | 79.3 | 861.2 |
| Días de precipitaciones (≥ 1 mm)                                                                              | 14.8 | 12.1 | 14.0 | 11.4 | 11.7 | 11.3 | 12.9 | 13.9 | 12.6 | 14.4 | 14.4 | 14.0 | 157.5 |
| Horas de sol                                                                                                  | 49.7 | 71.2 | 102.5 | 153.3 | 197.7 | 167.9 | 151.3 | 142.1 | 119.9 | 91.2 | 59.4 | 46.2 | 1352.5 |
| Fuente n.º 1: Met Office                                                                                      | | | | | | | | | | | | | |
| Fuente n.º 2: KNMI                                                                                            | | | | | | | | | | | | | |

## Demografía
Belfast experimentó un enorme crecimiento en su población alrededor de la primera mitad del siglo XX. Este incremento se redujo y alcanzó su punto máximo cerca del inicio del Conflicto de Irlanda del Norte con el censo de 1971 registrando cerca de 600 000 habitantes en el Área Urbana de Belfast. Desde entonces, los números del interior de la ciudad han disminuido dramáticamente, ya que la gente se ha ido mudando a las afueras, aumentando la población suburbana de Belfast. El censo de población de 2001 dentro de la misma Área Urbana registró 277 391 habitantes, con 579 554 personas residiendo en Área Metropolitana de Belfast. La densidad de población en el mismo año fue de 24,15 habitantes por hectárea (en comparación al 1,19 en todo el territorio de Irlanda del Norte).
El censo del año 2001 también mostró que:
- 46,8 % de los habitantes eran hombres y 53,2 % eran mujeres.
- 21,7 % eran menores de 16 años y 19,7 % tenían 60 o más años de edad.
- 47,2 % eran católicos y 48,6 % eran protestantes.

Al igual que muchas ciudades, el centro de la ciudad de Belfast se caracteriza actualmente por estar poblado por gente mayor, estudiantes y gente joven soltera, mientras que las familias tienden a vivir en la periferia. Las áreas socioeconómicas se encuentran en el Distrito Comercial Central, con una pronunciada afluencia extendiéndose en el Malone Road (Camino Malone) hacia el sur. Un área de gran aislamiento se extiende al oeste de la ciudad. De hecho, las zonas alrededor de las calles Falls y Shankill son las más privadas de recursos de toda Irlanda del Norte, además de las más afectadas por los Problemas de unionistas y republicanos.
A pesar de un periodo de relativa paz, la mayor parte de las áreas y distritos de Belfast aún reflejan la naturaleza dividida de Irlanda del Norte. Muchas áreas están todavía segregadas según las características étnicas, políticas o religiosas, especialmente en los barrios de la clase obrera. Estas zonas, "católica" o "protestante", "republicana" o "unionista" están invariablemente marcadas con banderas, grafiti y murales. La segregación ha estado presente a lo largo de la historia de Belfast, pero se ha mantenido o incrementado en cada nuevo estallido de violencia en la ciudad. Esta intensificación de la segregación ha mostrado pocas señales de reducción durante los tiempos de paz. Cuando la violencia surge, tiende a ser en áreas de interacción. Los mayores niveles de segregación en la ciudad se encuentran en Belfast del Oeste, con muchas zonas con más del 90 % de católicos. Niveles opuestos pero comparativamente altos se encuentran en la predominante área protestante de Belfast del Este.
Las comunidades de minorías étnicas han estado viviendo en Belfast desde la década de 1930. Los mayores grupos son el chino y los viajeros irlandeses. Desde la expansión de la Unión Europea, las cifras han aumentado debido a una gran afluencia de inmigrantes de Europa Oriental. Las cifras del censo de 2001 indican que Belfast tiene una población de minorías étnicas total de 4584 habitantes, es decir, el 1,3 % de la población. Más de la mitad de estos viven en Belfast del Sur con cerca del 2,63 % de la población de la zona. La mayoría de los 5000 musulmanes y 3000 hindúes estimados que viven y trabajan en Irlanda del Norte residen en el área de Belfast Mayor (Greater Belfast).

## Lugares de interés

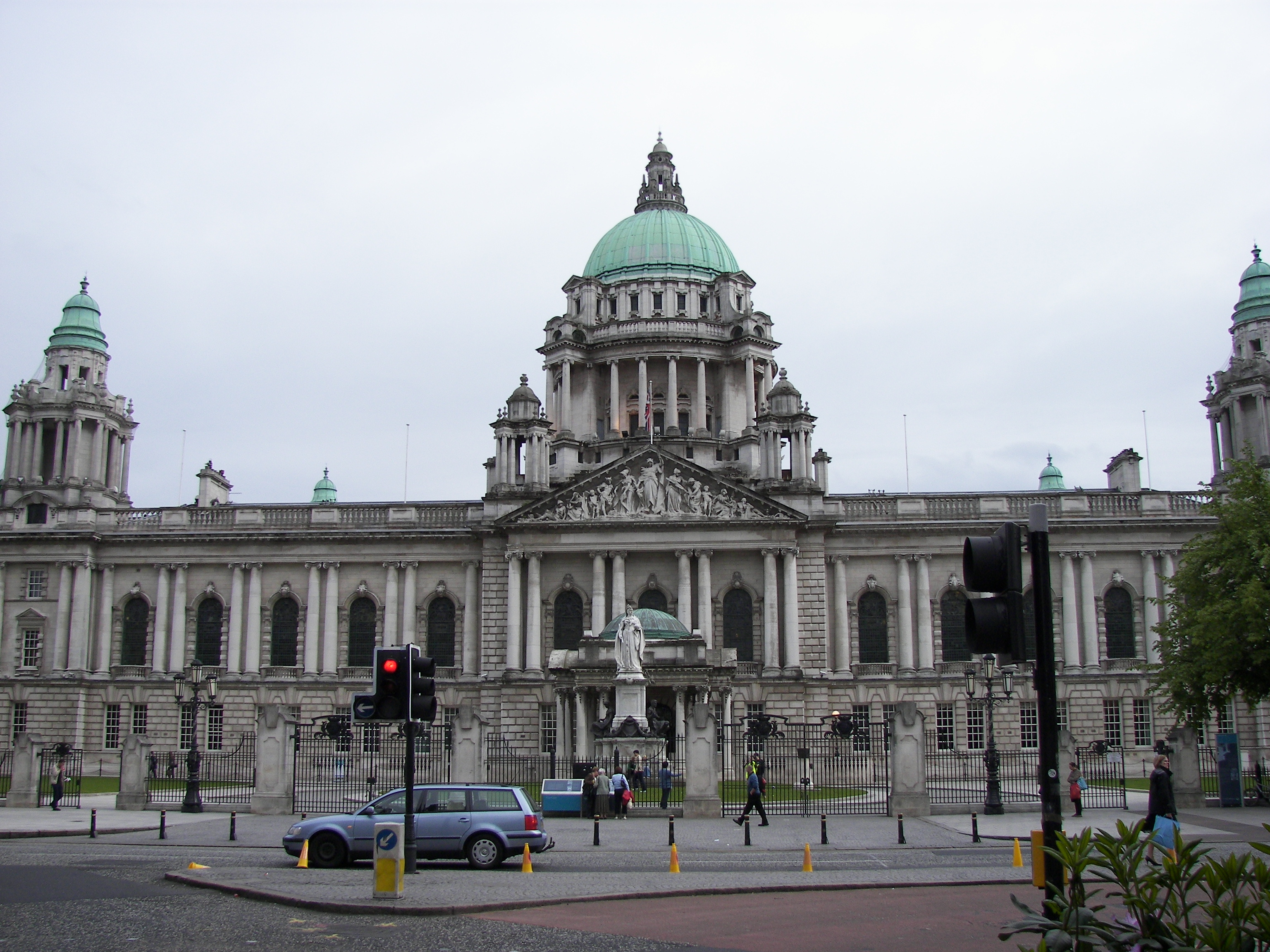
Ayuntamiento de Belfast.

Belfast tiene numerosos sitios que atraen la atención del visitante: El ayuntamiento de Belfast, de estilo eduardiano, con su cúpula de 53 metros de altura; el Ulster Bank,
construido en 1860 y en estilo victoriano se destacan la Queens University y la biblioteca Linenhall. El Waterfront Hall es un soberbio edificio de líneas modernas.
Pero muchos turistas se interesan más por el pasado reciente de Belfast y nunca falta un taxista dispuesto a mostrarle al visitante los lugares que fueron noticia por los estallidos de violencia. Aún pueden verse los vastos muros de ladrillo y hormigón levantados antaño para separar a los barrios católicos de los protestantes, a fin de evitar disturbios. En la zona oeste de Belfast, donde la mayoría de los habitantes son católicos, se ven pintadas y grafitis del tipo "¡Abajo la Reina!" (Isabel II), "¡Viva el IRA!" o "¡Viva Irlanda!". En cambio, en la zona este, donde la mayoría de la población es protestante, se leen frases como "¡No nos rendiremos!" o "¡Aquí no hay Papa ni papado!". La animadversión entre ambos grupos suele aumentar sobremanera el 12 de julio de cada año, cuando los protestantes celebran el aniversario de la batalla de Boyne, ocurrida en 1690, en la que el rey inglés protestante Guillermo de Orange derrotó a los rebeldes católicos irlandeses, partidarios de la restauración del depuesto Jacobo II de Inglaterra. Para esa fecha, los protestantes suelen organizar bulliciosas fiestas callejeras, que enfurecen a los católicos, por lo que la policía debe extremar las medidas de seguridad.
En general, Belfast no es una ciudad peligrosa y los habitantes de Belfast, sean católicos o protestantes, toleran a los turistas extranjeros, pero como medida de precaución, al forastero que visita Belfast se le suele aconsejar dos cosas: ten cuidado de hablar de política y de mencionar su religión. Aunque muchos de los habitantes no tienen problemas de hablar de la política del país y darán su opinión personal de muchas cosas, la política de la región es muy complicada y no es difícil ofender a algunas personas.
El 6 de marzo de 2008 se inauguró un nuevo centro comercial en el centro de Belfast, conocido como 'Victoria Square, Belfast'. Es la urbanización más grande que jamás se ha realizado en todo el país.

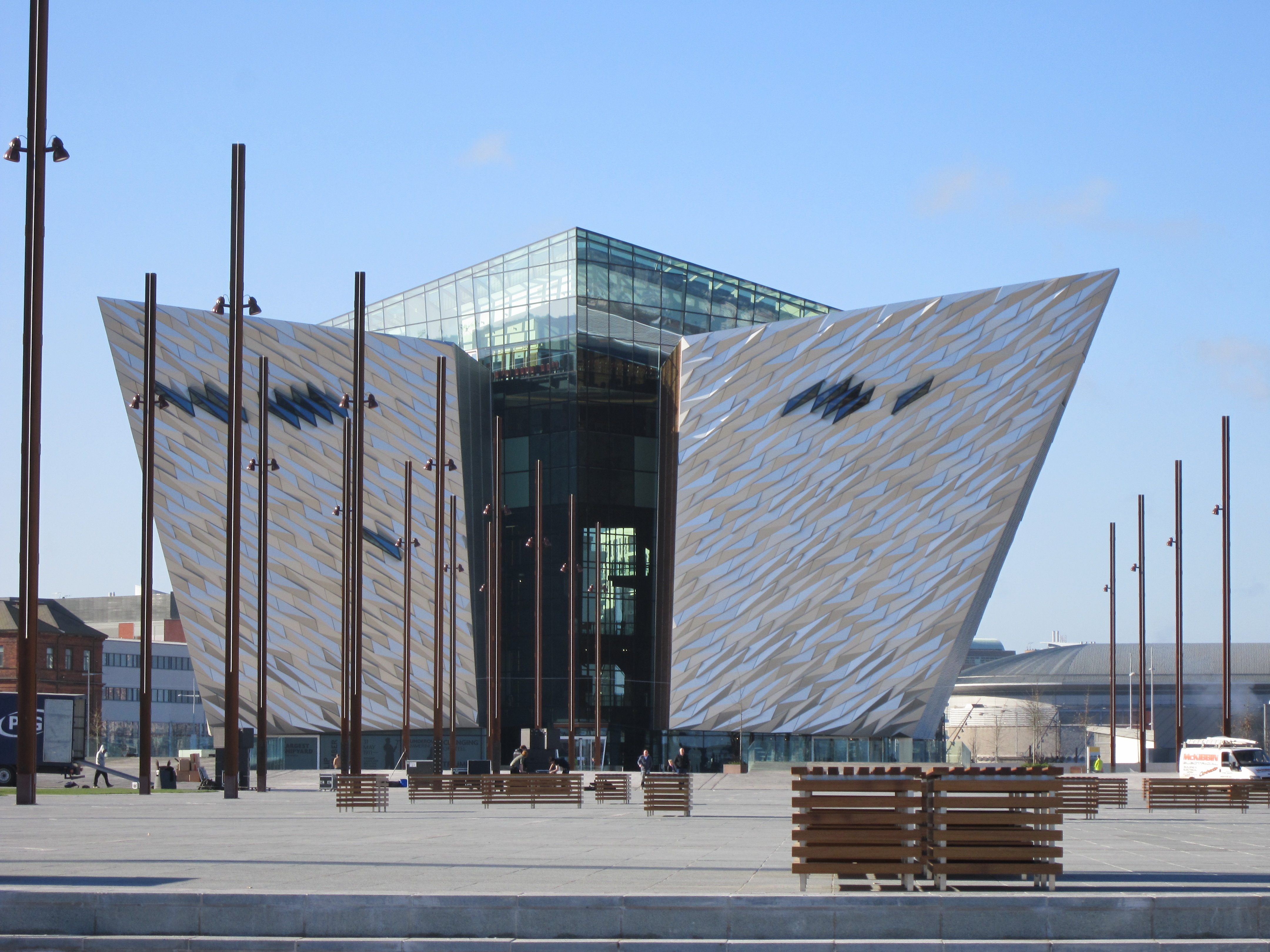
Vista de la entrada del museo Titanic Belfast.

El 31 de marzo de 2012 se inauguró un museo dedicado al RMS Titanic, conocido como Titanic Belfast.
Las seis plantas del museo exploran la historia del Titanic, de la gente y de la ciudad que lo construyó y también cuenta con una conexión en directo con los restos de la nave. La fachada de este moderno centro de interpretación de seis plantas y 14 000 metros cuadrados tiene la forma de cuatro proas, todas de la misma altura que tenía el auténtico Titanic desde la quilla hasta la cubierta. Son las entrañas del mismo astillero, donde se puede vivir en primera persona todo el proceso en un recorrido por los muelles, con imágenes en vídeo filmadas hace cien años, modelos de tamaño real, sonidos de la época y donde también se puede percibir hasta los olores de ese entorno industrial. La galería 6 es, quizá, la más dramática de todas. Efectos visuales y sonoros de última generación reviven las últimas horas del buque. En la 7, en tanto, se puede ver a través de pantallas táctiles la lista de fallecidos y las consecuencias de la tragedia. En la galería 8, la leyenda creada en torno al barco a través de los reportajes de la época, de las películas que lo inmortalizaron o de la literatura. Y la guinda es una inmersión a 4.000 metros de profundidad, al fondo del Atlántico Norte, donde se puede bucear junto a los restos del Titanic de la mano de unas imágenes que muestran el pecio tal y como lo descubrió Robert Ballard en 1985.

## Educación

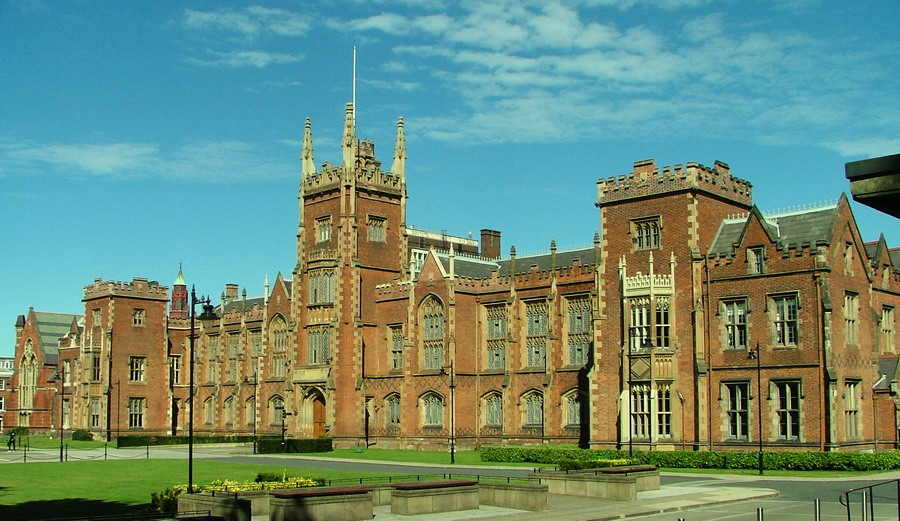
Universidad Queen's de Belfast.

Belfast tiene dos universidades: la Universidad Queen's de Belfast, fundada en 1845 y que forma parte del Russel Group; una asociación de 20 universidades importantes del Reino Unido, además de ser una de las más grandes de este, con 25.231 estudiantes universitarios y de posgrado distribuidos en más de 250 edificios, 120 de los cuales están catalogados con el grado de mérito arquitectónico. La Universidad del Úlster, creada en su forma actual en 1984, es una universidad con un campus situado en el barrio de la Catedral de Belfast. El campus de Belfast está enfocado específicamente en el Arte y Diseño, y actualmente está experimentando una renovación mayor. El campus de Jordanstown, a sólo siete millas del centro de la ciudad de Belfast, concentra los estudios de ingeniería, salud y ciencias sociales. El servicio web de Conflict Archive on the INternet (CAIN) recibe fondos de ambas universidades y una rica fuente de información y material acerca del Conflicto de Irlanda del Norte así como de sociedad y política en Irlanda del Norte.
El Consejo Bibliotecario y de Educación de Belfast (en inglés Belfast Education and Library Board) fue establecido en 1973 como la autoridad local responsable de la educación, la juventud y los servicios bibliotecarios dentro de la ciudad. Existen 184 escuelas primarias, secundarias y grammar schools (que pueden dar educación tanto primaria como secundaria) en la ciudad.

## Ciudades hermanadas
- Bonn, Alemania
- Hefei, China
- Nashville, Estados Unidos
- Belfast, Maine, Estados Unidos
- Wonju, Corea del Sur